# Dubai Tennis Championships 2010
Barclays Dubai Tennis Championships 2010 - чоловічий і жіночий тенісний турнір, що проходив у Aviation Club Tennis Centre у Дубаї (ОАЕ). Належав до серії 500 у рамках Туру ATP 2010, а також до серії Premier 5 у рамках Туру WTA 2010. Жіночий турнір тривав з 14 до 20 лютого 2010 року, а чоловічий - з 22 до 28 лютого 2010 року (мав завершитися 27 лютого 2010, але затягнувся через дощ).

## Учасниці

### Сіяні учасниці
| Країна    | Гравчиня           | Рейтинг1 | Сіяна |
| --------- | ------------------ | -------- | ----- |
| Данія     | Каролін Возняцкі   | 3        | 1     |
| Росія     | Світлана Кузнецова | 4        | 2     |
| США       | Вінус Вільямс      | 5        | 3     |
| Білорусь  | Вікторія Азаренко  | 6        | 4     |
| Росія     | Олена Дементьєва   | 7        | 5     |
| Сербія    | Єлена Янкович      | 8        | 6     |
| Польща    | Агнешка Радванська | 9        | 7     |
| КНР       | Лі На              | 10       | 8     |
| Австралія | Саманта Стосур     | 11       | 9     |
| Італія    | Флавія Пеннетта    | 12       | 10    |
| Франція   | Маріон Бартолі     | 13       | 11    |
| Росія     | Віра Звонарьова    | 14       | 12    |
| Бельгія   | Яніна Вікмаєр      | 15       | 13    |
| Італія    | Франческа Ск'явоне | 18       | 14    |
| Росія     | Надія Петрова      | 19       | 15    |
| КНР       | Чжен Цзє           | 20       | 16    |

- 1 Рейтинг подано станом на 8 лютого 2010.

### Інші учасниці
Нижче наведено учасниць, які отримали вайлд-кард на участь в основній сітці:
- Марія Кириленко
- Флавія Пеннетта
- Селіма Сфар
- Стефані Фегеле

Нижче наведено гравчинь, які пробились в основну сітку через стадію кваліфікації:
- Чжань Юнжань
- Кірстен Фліпкенс
- Анна-Лена Гренефельд
- Регіна Куликова
- Катерина Макарова
- Весна Манасієва
- Алісія Молік
- Анастасія Севастова

Гравчиня, що потрапила в основну сітку як щасливий лузер:
- Альберта Бріанті

## Учасники

### Сіяні учасники
| Спортсмен         | Країна                   | Рейтинг* | Сіяний |
| ----------------- | ------------------------ | -------- | ------ |
| Роджер Федерер    | Швейцарія                | 1        | 1      |
| Новак Джокович    | Сербія                   | 2        | 2      |
| Енді Маррей       | Велика Британія (острів) | 4        | 3      |
| Микола Давиденко  | Росія                    | 6        | 4      |
| Жо-Вілфрід Тсонга | Франція                  | 9        | 5      |
| Марин Чилич       | Хорватія                 | 10       | 6      |
| Михайло Южний     | Росія                    | 15       | 7      |
| Жиль Сімон        | Франція                  | 16       | 8      |

- Рейтинг подано станом на 15 лютого 2010

### Інші учасники
Нижче наведено учасників, які отримали вайлд-кард на участь в основній сітці:
- Mohammed Ghareeb
- Райнер Шуттлер
- Жо-Вілфрід Тсонга

Нижче наведено гравців, які пробились в основну сітку через стадію кваліфікації:
- Сомдев Девварман
- Штефан Коубек
- Ігор Куніцин
- Б'єрн Фау

Гравець, що потрапив в основну сітку як щасливий лузер:
- Ян Герних

## Переможці та фіналісти

### Одиночний розряд, чоловіки
Новак Джокович —  Михайло Южний, 7–5, 5–7, 6–3
- Для Джоковича це був перший титул за сезон і 17-й - за кар'єру. Це була його друга поспіль перемога на цьому турнірі.

### Одиночний розряд, жінки
Вінус Вільямс —  Вікторія Азаренко, 6–3, 7–5
- Для Вінус Вільямс це був перший титул за сезон, 42-й титул за кар'єру, і друга поспіль перемога на цьому турнірі.

### Парний розряд, чоловіки
Сімон Аспелін /  Пол Генлі —  Лукаш Длуги /  Леандер Паес, 6–2, 6–3

### Парний розряд, жінки
Нурія Льягостера Вівес /  Марія Хосе Мартінес Санчес —  Квета Пешке /  Катарина Среботнік, 7–6(7–5), 6–4